# Rinang (sockenhuvudort i Kina, Tibet Autonomous Region, lat 29,01, long 92,61)
Rinang (kinesiska: Rilang, 日朗, Dongfanghong Gongshe, 东方红公社, 日朗乡) är en sockenhuvudort i Kina. Den ligger i den autonoma regionen Tibet, i den sydvästra delen av landet, omkring 160 kilometer sydost om regionhuvudstaden Lhasa. Antalet invånare är 1 069. Befolkningen består av 549 kvinnor och 520 män. Barn under 15 år utgör 23,0 %, vuxna 15-64 år 70 %, och äldre över 65 år 6,0 %.
Runt Rinang är det mycket glesbefolkat, med 4 invånare per kvadratkilometer. Närmaste större samhälle är Ngarrab, 15,3 km norr om Rinang. Trakten runt Rinang består i huvudsak av gräsmarker.
Genomsnittlig årsnederbörd är 991 millimeter. Den regnigaste månaden är juni, med i genomsnitt 224 mm nederbörd, och den torraste är december, med 5 mm nederbörd.